# Ménades
Pour les articles homonymes, voir Bacchante.

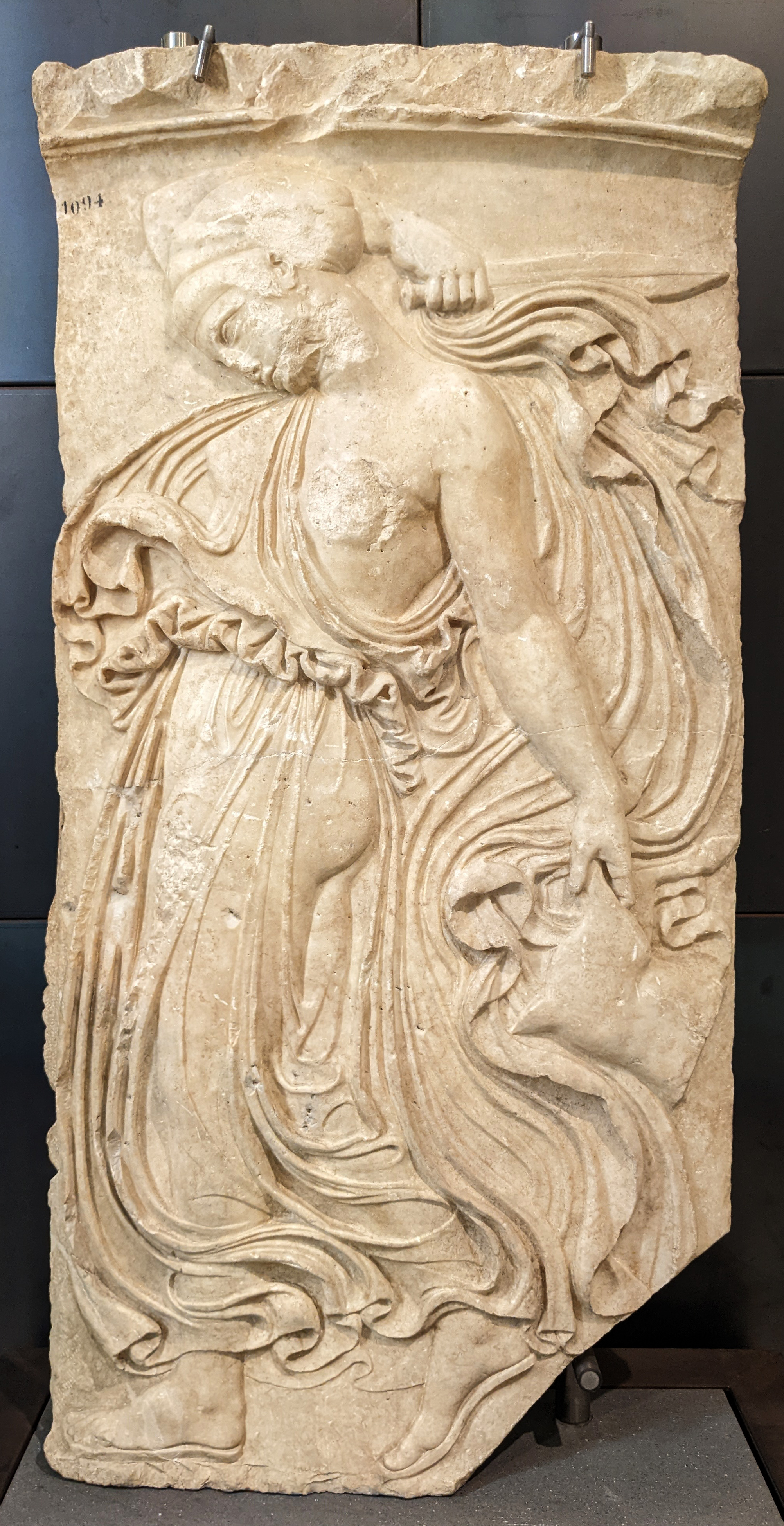
Bacchante, copie d'un original du attribué à Callimaque. Rome, musée du Capitole.

Dans la mythologie grecque, les Ménades (en grec ancien Μαινάδες / Mainádes, de μαίνομαι / maínomai, « délirer, être furieux »), ou Bacchantes chez les Romains, sont les adoratrices de Dionysos et de Bacchus.
La tragédie Les Bacchantes d'Euripide est considérée par certains comme le texte fondateur du mythe littéraire.

## Étymologies
Le mot français ménade dérive du latin maenas, maenadis qui vient du grec ancien Μαινάδες / Mainádes ou μαινάς / mainás, « délirant ».
Le mot français bacchante dérive du latin bacchans, participe présent substantivé de bacchor, bacchari « délirer », lui-même dérivé de Bacchus.
Les Grecs utilisaient le mot Βάκχαι / Bákkhai (comme dans la pièce d'Euripide).
Le mot français thyade (ou thyiade) dérive du latin Thyas, Thyadis qui vient du grec ancien Θυάς / thuás ou Θυιάς / thuiás, « transporté de délire bachique, inspiré ». Substantivé, il prend le sens de « bacchante ».

## Bacchantes, ménades et thyades
Outre les vases peints, c'est essentiellement la tragédie des Bacchantes d'Euripide qui nous a transmis une représentation des rites des Ménades,,. Cette tragédie est considérée par la mythocritique comme le texte fondateur du mythe littéraire des bacchantes.
Jean-Pierre Vernant a montré que, dans la pièce d'Euripide, bacchantes désigne les initiées lydiennes, membres du thiase de Dionysos, tandis que ménades désigne les incroyantes thébaines, ainsi que, sous forme verbale, Penthée.
Les ménades mythiques (nourrices de Dionysos) sont à distinguer des ménades historiques,, qui « se livrent au culte de Dionysos ».
Les textes anciens ont transmis un certain nombre de mots désignant les femmes qui s'adonnaient aux rites de la transe bachique. Le terme féminin « bacchantes » est majoritairement utilisé. Ce nom existe sous une forme masculine, mais il indique alors un état transitoire et non une qualité inhérente : un homme n'est donc pas « un Bacchant » mais « fait le bacchant » ; « Le bacchant, loin d'être impossible sur le plan rituel, a été banni de toute expression, mais pas de la réalité cultuelle ». Bacchos désigne Dionysos en tant que dieu des pratiques orgiaques,.
Le mot féminin « ménade » (μαινάς / mainás) et le verbe grec correspondant (μαίνομαι / maínomai) se trouvent déjà chez Homère pour désigner une « femme folle » et un état de fureur ou de délire,,.
Le pluriel « ménades » restera surtout dans la langue poétique et s'appliquera aux suivantes du dieu. Le masculin de « ménade » n'existe pas,.
Le mot féminin « thyades » désigne les membres du culte de Dionysos en Attique et à Delphes. Elles se réunissaient pour célébrer leur dieu.
Les femmes qui se livraient à ces orgies dionysiaques ont gardé ces noms lorsqu'elles se sont organisées en collèges dans les pratiques religieuses de la cité. 
Des associations de bacchants ont peut-être existé mais seuls des « collèges » de ménades sont attestés.

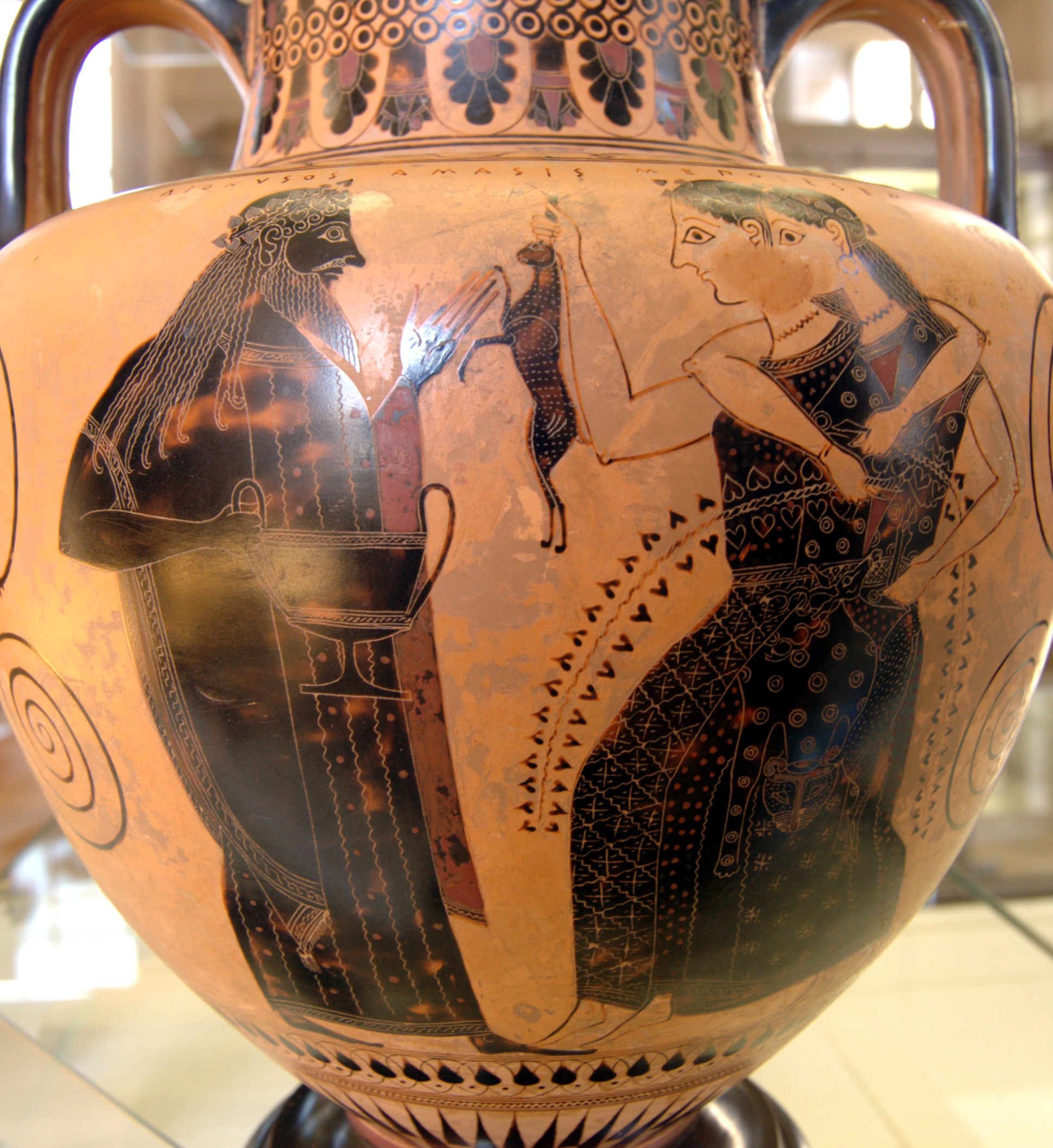
Dionysos et deux ménades. Par le potier athénien Amasis. 550–530 av. J.-C..
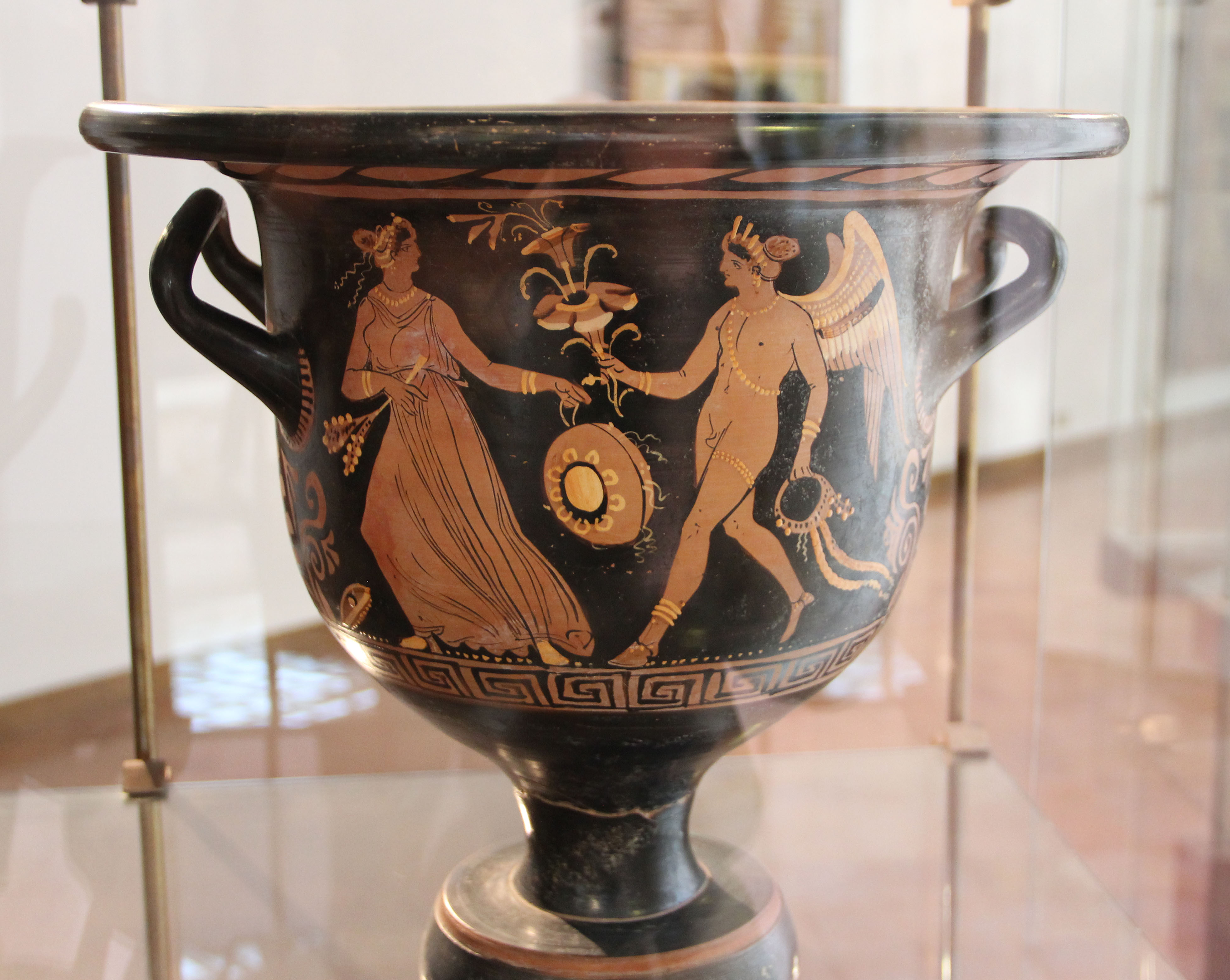
Éros androgyne avec une Ménade. Musée d'Agrigente. Vers 330 av. J.-C..
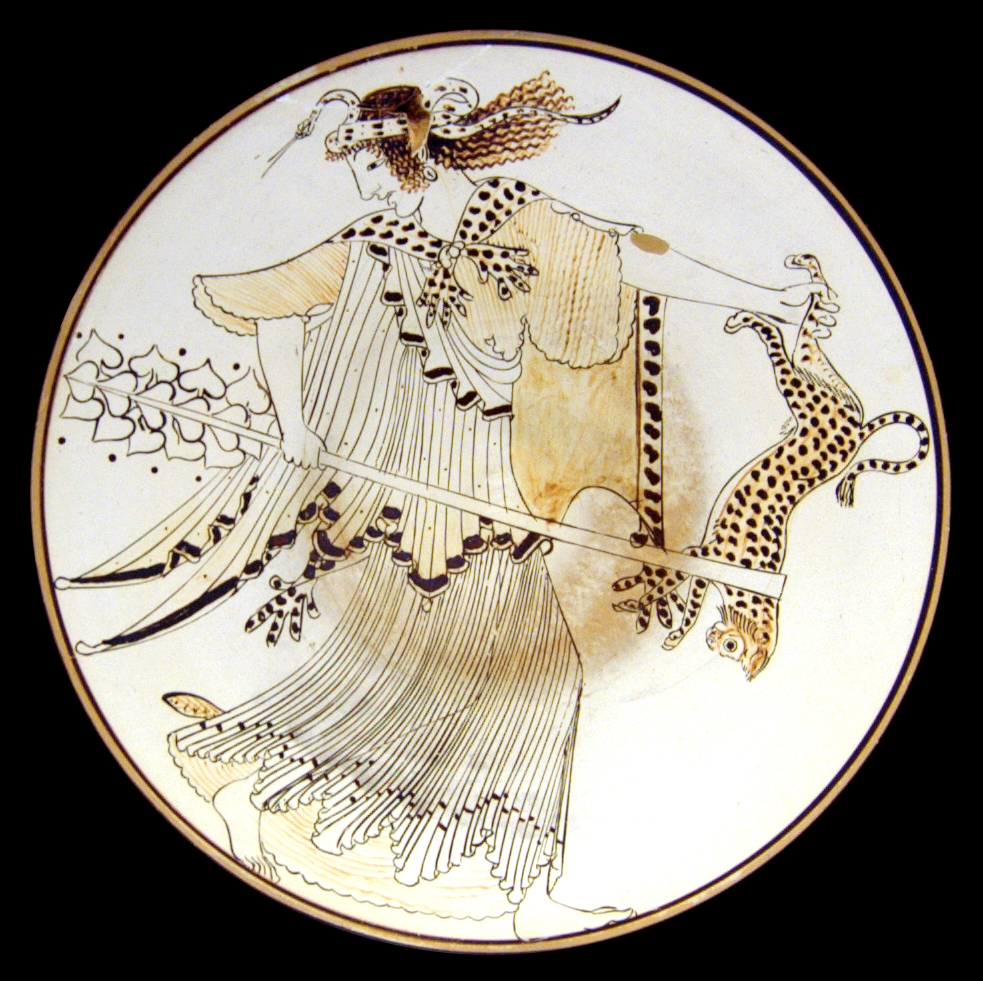
Ménade furieuse portant le thyrse et la nébride, et tenant une panthère. Coupe à fond blanc de Macron. Vers 480 av. J.-C., Staatliche Antikensammlungen (Inv. 2645).

## Représentations

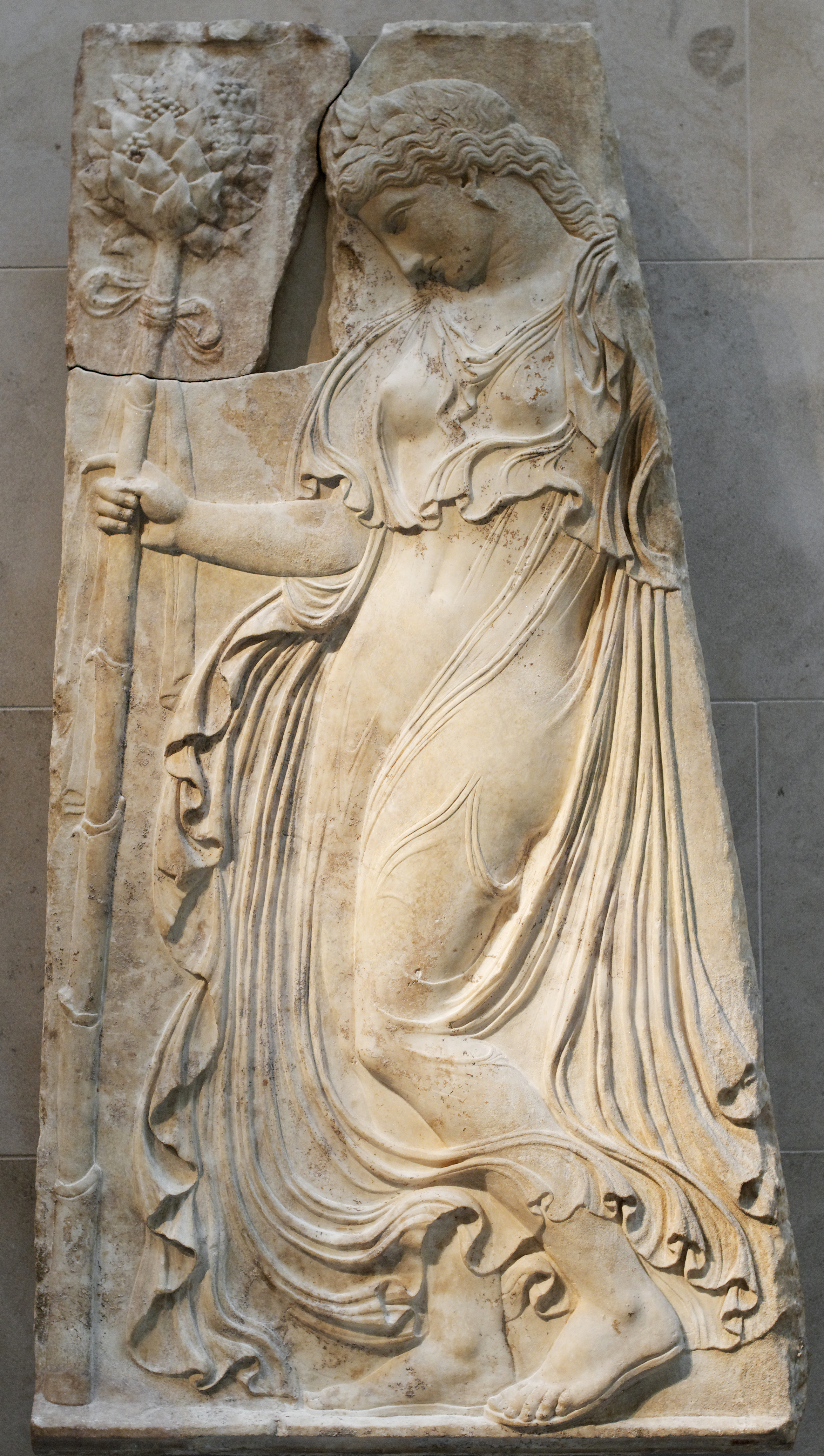
Ménade dansant, copie romaine de l'original grec attribué à Callimaque vers 425-400 avant notre ère au Metropolitan Museum of Art.

Aux temps anciens, et même à l'époque classique, les témoignages concernant ces pratiques sont fragmentaires et imprécis. De plus, les sources sont uniquement masculines, dans un monde où « tout est relayé par le regard masculin et par la parole des hommes ». Les sources féminines sont très rares en Grèce antique et dans tous les domaines. Cette dominance masculine expliquerait, selon Anne-Françoise Jacottet, la rareté des mentions d'hommes participant à ces pratiques puisque, en faisant cela, ils allaient à l'encontre des représentations traditionnelles. Comme le dit Louis Gernet : « Le ménadisme est chose féminine ».
Selon Geneviève Pruvost et Coline Cardi, les représentations des ménades furieuses et violentes sont à penser en rapport avec celles de l'idéal, normatif et patriarcal, de la femme-mère « assise, filant, presque immobile » et dont la « parure la plus grande est le silence ». Un contraste est donc fait entre le rôle social des femmes - production d’enfants légitimes - et les exploits des ménades (mythiques) hors de la polis. De fait, Les Bacchantes d'Euripide montrent aussi que lorsque les « femmes abandonnent leur métier à tisser pour battre la campagne à la suite de Dionysos, elles finissent inexorablement par dépecer leurs enfants, c’est-à-dire détruire l’avenir de la cité ».
Denise Jodelt souligne que « les représentations mettant en scène leur caractère sauvage, violent et combatif, se trouvent exclusivement sur les coupes utilisées par les hommes dans leurs banquets ». Ces représentations sont attestées par de nombreux auteurs de l'Antiquité grecque, entre autres Diodore de Sicile, Pausanias, Strabon et le Romain Firmicus Maternus en diverses régions du monde grec.
Sur les vases peints, « les ménades ne sont jamais présentes avant le milieu du VIe siècle. ». José Antonio Dabdab Trabulsi note que « l'extrême fin du VIe siècle et le début du Ve siècle ont surchargé Dionysos et les ménades des traits de l'« autre ». Les vêtements se sont orientalisés, les serpents et pardalis se multiplient. La folie de ces ménades fait que ces images ont très souvent été utilisées pour illustrer l'extase des Bacchantes ». Il faut cependant replacer le ménadisme dans le monde religieux auquel il appartient.

## Ménadismes
Le « ménadisme blanc » est policé et répond aux normes de la cité. Il est opposé au « ménadisme noir », « plus sombre, sauvage et épidémique » et dans lequel « toutes les normes sont abolies au profit de comportements frénétiques allant jusqu'au sacrifice sanglant et sauvage d'un animal (διασπαραγμός / diasparagmos) », comme on le voit chez Euripide, dans le récit des Bacchantes. Cette dichotomie peut recouper partiellement celle entre la pratique dionysiaque consentie qui mène à l'extase, à l’éclat joyeux et brillant de la fête (le γάνος / gános des bacchantes de Lydie chez Euripide), et celle imposée par Dionysos (ménades tueuses et en pleurs de la tragédie tardive).
À la fin du XIXe siècle, A. Rapp a cru pouvoir distinguer entre un « ménadisme historique », confirmé par l'épigraphie, [...] organisé et en partie hiérarchisé et le « ménadisme mythique » pour lequel les comportements délirants seraient relégués au seul plan de l'imaginaire et dont font état les artistes et les poètes dans leurs récits mythiques, (naissance de Dionysos, mort d'Orphée, invincibilité des Bacchantes d'Euripide, etc.).
Cette distinction est aujourd'hui abandonnée : on a admis l'intégration, dans le cadre de pratiques rituelles de la cité ou lors de fêtes non officielles, de danses et de comportements extatiques qui visaient à imiter l'attitude des ménades mythiques.
Selon Díez Platas, « le ménadisme est avant tout un état d'esprit plus qu'une identité »[Où ?],.

### Ménadisme mythique

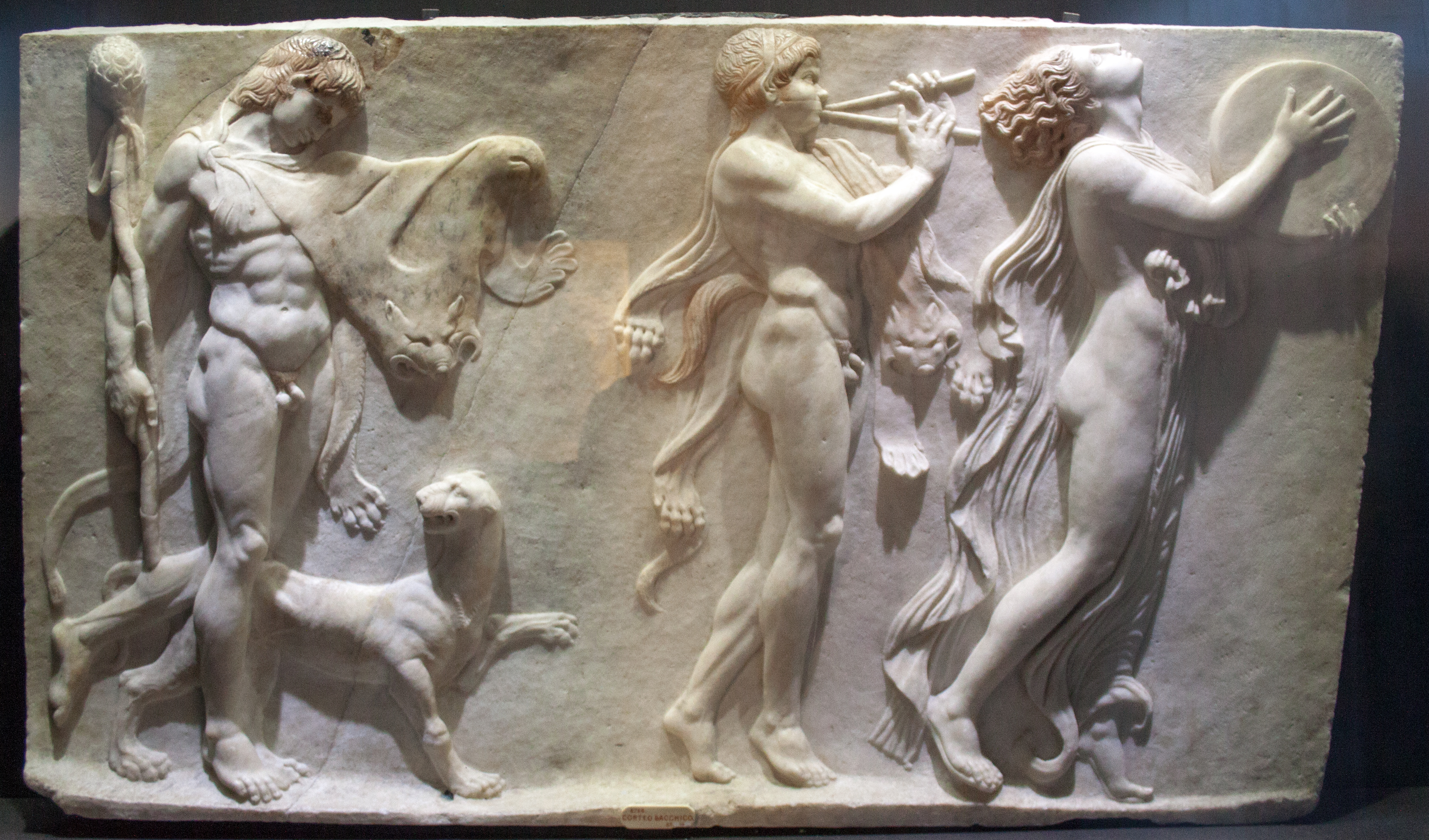
Procession dionysiaque : à gauche un personnage porteur d'une peau de panthère et d'un thyrse, accompagné d'une panthère, qui figure probablement Dionysos. Au centre un satyre reconnaissable à sa queue joue de l'aulos. À droite une femme échevelée joue du tambourin, probablement une ménade. Période augusto-tibérienne (27 av. J.-C. – 37 ap. J.-C.), musée archéologique national de Naples.

Dans les récits et représentations, les ménades mythiques sont souvent accompagnées de satyres, avec qui elles forment le « thiase » ou cortège dionysiaque. Elles sont couronnées de feuilles de lierre, portent un thyrse, et sont vêtues de la nébride (généralement, une peau de chevreau) ou de la pardalide, une peau de panthère[réf. nécessaire].
Les premières ménades furent les nourrices du dieu, les nymphes Hyades du mont Nysa, auxquelles Hermès avait confié le divin nourrisson. Elles l'escortent, vêtues de peaux de bêtes, en jouant du tambourin et en secouant leurs thyrses, en proie au délire dionysiaque inscrit dans l'étymologie même de leur nom (folie, transport). Dionysos, premier bacchant, est atteint lui-même de cette folie qu'il communique pour châtier ou pour guérir. Les danses des Ménades, selon Les Bacchantes d'Euripide, qui combine mythe et réalité, étaient accompagnées du son des flûtes et des timbales, instruments orgiaques par excellence, parfois de crotales ou castagnettes. 
Elles portent des tatouages sur le visage en guise de camouflage. Dans le mythe, lorsque parfois les ménades deviennent folles, elles ne montrent aucune pitié, démembrant les voyageurs — c’est le σπαραγμός / sparagmos — et mangeant leur chair crue (on le voit notamment dans le mythe d'Orphée)[réf. nécessaire].
Le psychologue Paul Diel, dans son ouvrage Le symbolisme dans la mythologie grecque, y voit le « symbole du déchaînement frénétique des désirs multiples » et de la « libération à l'égard de toute inhibition » dont le « châtiment est l'écartèlement ».

### Ménadisme historique
Ce ménadisme est moins documenté que celui du mythe ; il est seulement connu par le biais des représentations mêlant les mythes, l'art et les réalités socio-politiques. Les fidèles de Dionysos sont en état de transe ou d'enthousiasme au sens étymologique du grec ἐνθουσιασμός / enthousiasmós, c'est-à-dire possédées par le dieu ; plus précisément le dieu est présent, mais elles ne deviennent pas Dionysos[réf. nécessaire].

On a pu croire que ce délire des ménades était dû à l'ivresse ; toutefois Françoise Frontisi-Ducroux explique la distinction, fondée sur les ouvrages médicaux de l'époque, des pratiques grecques pour atteindre l'extase selon le sexe des fidèles. Ainsi les femmes y accédaient par la transe et les hommes par l'ivresse. Elle conclut que « ce sont donc les hommes qui boivent. Le vin est une affaire d’hommes » et que « pour se faire ménades, les femmes n'ont pas besoin de vin . Selon Louis Gernet, 
« Les ménades ne sont pas des femmes prises de vin ; les bacchants, et pas davantage les célébrants du dithyrambe ancien, ne sont des êtres en proie à l’ivresse. [...] Pas davantage n'apparaît un facteur d'intoxication. [...] Le délire est soulevé par les moyens traditionnels, et également collectifs, de suggestion : le vertige de la chorée et la musique hypnotisante ».
 Et si les participantes des Dionysies mâchaient du lierre, à l'époque de Plutarque, c'est que cette plante était un attribut de Dionysos.

## Pratiques similaires
Le délire des ménades, avec leurs mouvements convulsifs, la flexion du corps en arrière et leurs danses violentes jusqu'à l'épuisement, l'insensibilité et l'aliénation, fait écho à un phénomène beaucoup plus général que l'on retrouve notamment en Thrace ou en Asie mineure, et auquel on peut donner le nom de ménadisme. La comparaison avec des rituels slaves montre qu'il s'agit initialement de rituels nocturnes du feu célébrés en plein air[réf. nécessaire].
Dans la Grèce contemporaine, on peut rapprocher ce phénomène des pratiques culturelles des Anasténaridès (en).

## Les ménades identifiées
On connaît le nom de quelques ménades, en particulier par des inscriptions de vases grecs sur lesquels elles sont représentées, comme Kalis et Thero sur une coupe à figures rouges du peintre Oltos et du potier Euxithéos trouvée à Tarquinia en 1874, qui représente sur une face le cortège de Dionysos.

## Évocations artistiques

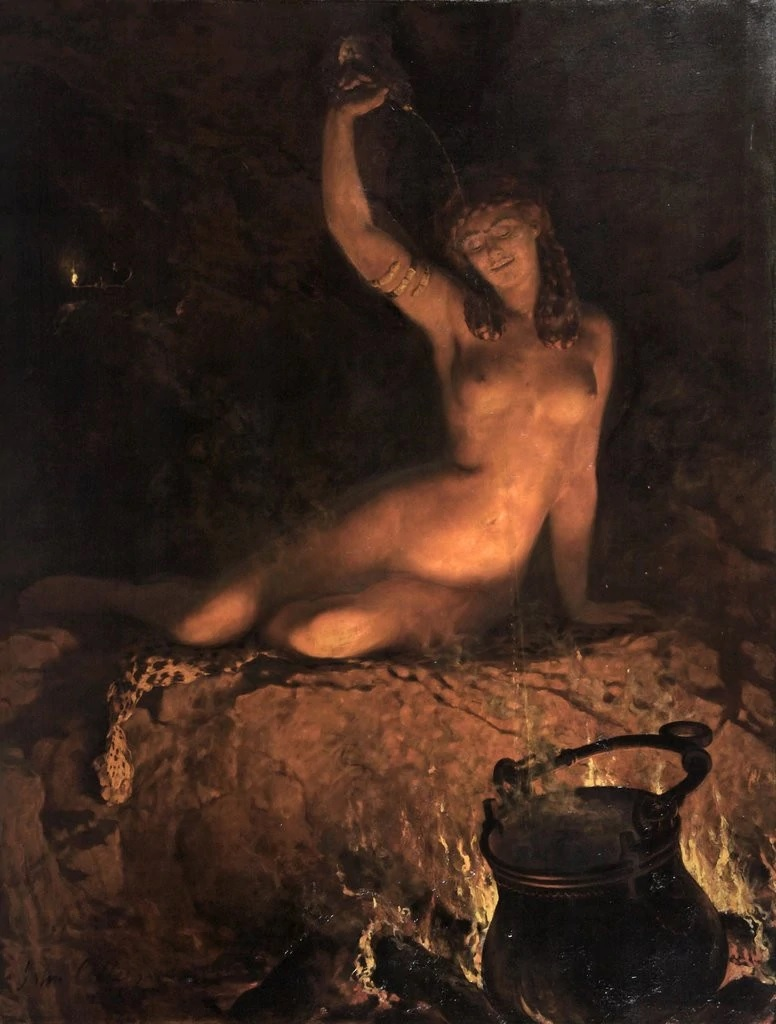
An Incantation [A Bacchante], huile sur toile de John Collier.

### Antiquité
- Les Bacchantes (-405) est le titre de la dernière pièce de théâtre d'Euripide.

### Développements ultérieurs
- 1625-1626 : Bacchanale est une toile de Nicolas Poussin exposée au musée du Prado à Madrid.
- 1627 : Bacchante avec un singe, tableau d'Hendrick ter Brugghen, au J. Paul Getty Museum.
- 1808 : La Bacchante est une chanson de Pierre-Jean de Béranger (1780–1857), reprise depuis par Jean-Louis Murat dans son album Moscou (2005).
- 1835 : La Bacchante est un poème en prose de Maurice de Guérin.
- 1848 : Bacchante couchée, marbre (56 × 200 × 82 cm) réalisé par le sculpteur Auguste Clésinger (1814-1883), située au Petit Palais dans le VIIIe arr. de Paris[49].
- 1879 : Centaure et Bacchante, bronze d'Arthur Le Duc, exposé à Caen.
- 1895 : Orphée démembré par les Ménades, toile de Pierre-Marcel Béronneau[50].
- XIXe siècle : La figure de la bacchante resurgit en peinture[51],[52],[53].
- 1914 : Orphée dépecé est un tableau réalisé par le peintre franco-suisse Félix Vallotton. Cette huile sur toile représente Orphée dépecé par les ménades. Elle est conservée au musée d'Art et d'Histoire de Genève.
- Avant 1937 : Agawe, opus 38, cantate pour soprano, chœur et orchestre de Karol Szymanowski (1882-1937).
- 1954 : Ah ! les belles bacchantes est un film de Jean Loubignac avec Louis de Funès.
- 1987 : Oh Babylone, film grec de Kostas Ferris.
- 1991 : Deux Soleils dans le ciel, film grec de Yorgos Stamboulopoulos.